# Lucius Cornelius Sulla (Konsul 5 v. Chr.)
Lucius Cornelius Sulla war ein römischer Politiker und Senator der frühen Kaiserzeit.
Sulla gehörte dem sullanischen Zweig der gens Cornelia an und war ein Sohn des Publius Cornelius Sulla, der für das Jahr 65 v. Chr. zum Konsul designiert worden war. Nach seiner Prätur wurde Lucius Cornelius Sulla im Jahr 5 v. Chr. neben Augustus, der dieses Amt bereits zum zwölften Mal bekleidete, ordentlicher Konsul.